# Compresseur mécanique
Un compresseur est un mécanisme destiné à augmenter la pression d'un gaz. C'est aussi, par extension, une machine complète dans laquelle est installé ce mécanisme de compression  (aussi appelé « élément de compression »), et incluant châssis, moteur d'entrainement, échangeurs, filtres, tuyauteries, éléments de régulation, armoire électrique… Ces compresseurs assemblés peuvent être fixes ou mobiles.
Les compresseurs sont omniprésents dans les secteurs de l'industrie, de la climatisation ou du transport, mais aussi dans des objets du quotidien comme les pompes à vélo ou les réfrigérateurs. La production de froid ou d'air comprimé, le transport du gaz naturel, la climatisation, les moteurs à réaction des avions ou les turbocompresseurs des voitures sont autant d'applications qui utilisent des compresseurs de gaz.
Apparu dès le nouvel empire égyptien, le soufflet est le précurseur de tous les compresseurs, mais la première machine soufflante à piston considérée comme un compresseur apparait en 1776, invention de l'écossais James Watt et du britannique John Wilkinson. De nombreuses autres techniques de compression de gaz sont ensuite inventées dans la seconde moitié du XIXe siècle et au début du XXe siècle; dont une partie est issue de mécanismes existants pour les fluides liquides (on parle alors de pompes, les compresseurs ne compriment que des gaz).

## Typologie des compresseurs
Les compresseurs sont divisés en deux grandes familles selon leur principe de compression.
- Un compresseur « volumétrique » réalise la compression d'un fluide gazeux par la diminution mécanique du volume d'une chambre de compression (pistons et membrane pour les compresseurs alternatifs, palettes, vis, scroll et lobes pour les compresseurs rotatifs). Il s'agit d'une compression mécanique.

- Un compresseur « dynamique » réalise la compression du gaz en transformant l'énergie cinétique liée à la vitesse de l'air (compresseurs centrifuges et axiaux).

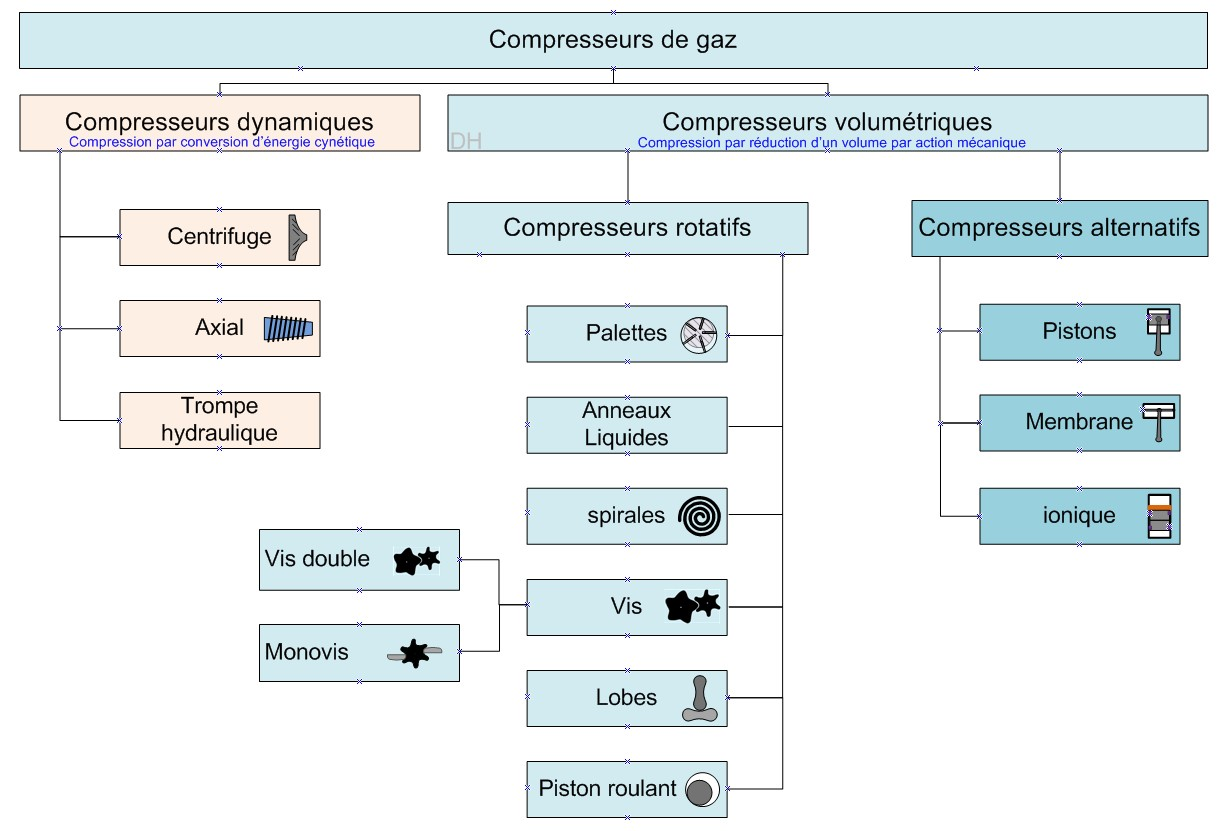
Classification des compresseurs par type de compression
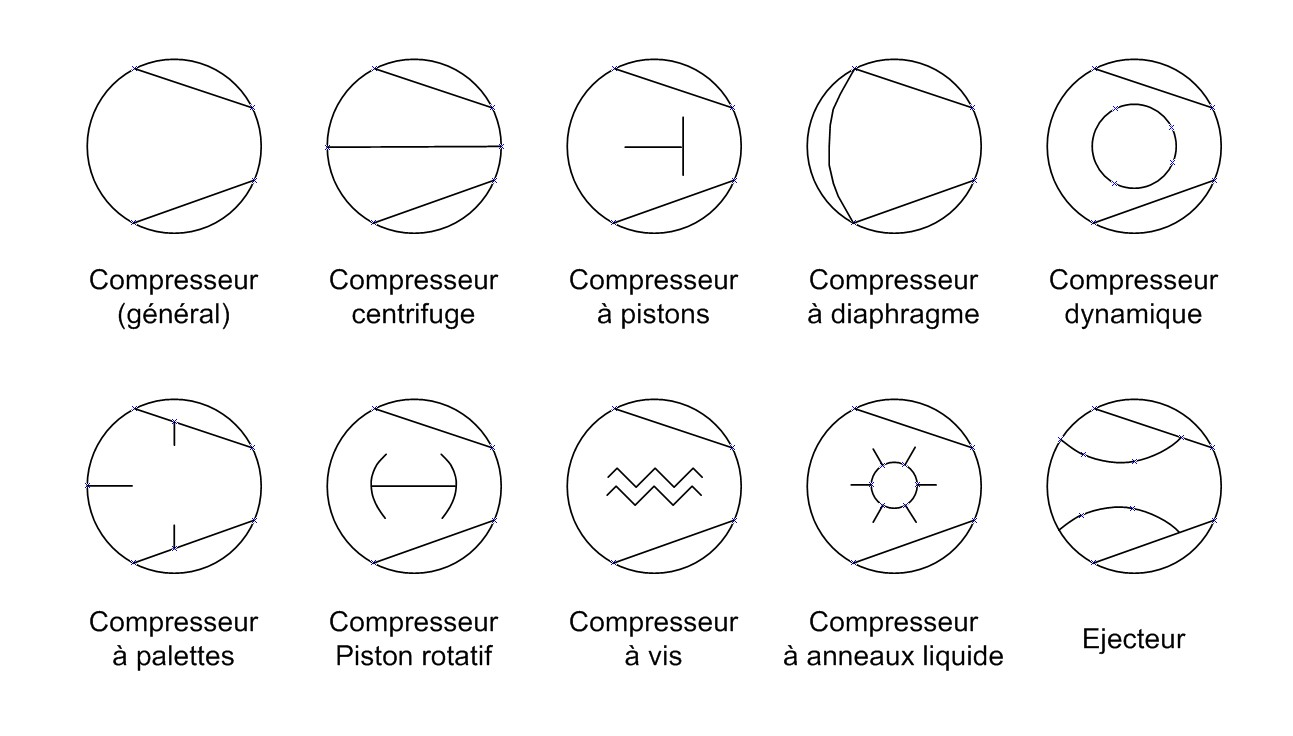
Symboles de compresseurs sur un schéma Tuyauterie & Instrumentation

Ils peuvent être lubrifiés ou non lubrifiés. Un compresseur est dit lubrifié lorsque le fluide comprimé est mis en contact direct avec un lubrifiant lors de la compression. Les compresseurs dynamiques, les compresseurs à membrane et les compresseurs à anneau liquide sont toujours non lubrifiés. Les autres techniques de compression existent en lubrifié et non lubrifié.
Les compresseurs peuvent être mono-étagés (un seul étage de compression), bi-étagés (un premier élément de compression refoule à l'aspiration d'un deuxième élément), jusqu'à trois ou quatre étages, voire plus.

### Caractéristiques communes aux compresseurs

#### Entraînement
Les éléments de compression sont entraînés par une variété de moteurs qui leur donne le mouvement rotatif nécessaire pour assurer la compression d'un gaz : les moteurs électriques sont prédominants depuis la seconde moitié du XXe siècle pour les compresseurs stationnaires; les moteurs thermiques (à combustion interne) équipent la majorité des compresseurs mobiles de chantier; des turbines sont parfois utilisées; la roue à aubes hydrauliques et les machines à vapeur, désormais désuets, sont employés au cours de l'histoire. La transmission de cette énergie mécanique vers l'arbre d'entraînement du compresseur est assurée par un accouplement, direct ou par courroies. La vitesse de rotation souhaitée pour l'élément de compression est obtenue par le choix d'un rapport de transmission : diamètre des poulies pour un accouplement par courroies, avec ou sans engrenage pour un accouplement direct.

## Utilisations
Les compresseurs sont utilisés dans d'innombrables secteurs d'activité et pour diverses applications.
Machine complète et autonome
Les compresseurs d'air comprimé alimentent en énergie pneumatique toute l'industrie et d'autres secteurs (BTP, garages automobiles, dentistes, santé, bricoleurs...). Ils servent également à la production d'air respirable ou médical. Les compresseurs de gaz servent dans le transport ou le stockage dans l'industrie gazière (gazoducs).
Sous-éléments dans des machines plus complexes
Seul l’élément de compression est utilisé. Les compresseurs de fluides frigorigènes servent dans les systèmes frigorifiques, les compresseurs de suralimentation dans les moteurs thermiques (voitures, bateaux...), les compresseurs dynamiques dans les turbines à gaz et les moteurs d'avion.
Pompe à vide
Un compresseur peut servir de pompe à vide en utilisant le côté aspiration de l'élément de compression, le refoulement à l'air libre n'étant alors pas utilisé pour être comprimé.

## Compresseurs dynamiques

### Compresseur centrifuge

compresseur centrifuge

Le compresseur centrifuge, ou compresseur radial, est un type de turbomachine qui comprime des gaz. La compression, dynamique, est réalisée par accélération centrifuge d'un flux de fluide, puis transformation de l'énergie cinétique en pression. Ces compresseurs sont utilisés comme machine complète et autonome pour produire de l'air comprimé ou comprimer du gaz naturel; et comme éléments de compression dans les turbines à gaz, turboréacteurs, turbocompresseurs, ou les systèmes frigorifiques.
Ils sont capables de produire de gros débits de fluide avec un bon rendement spécifique. Les taux de compression en mono-étagé (jusqu'à 10:1) sont les plus élevés des compresseurs dynamiques mais restent toutefois inférieurs aux taux de compression des compresseurs volumétriques (alternatifs ou à vis).

### Compresseur axial

compresseur axial.

Le compresseur axial est un type de turbomachine qui comprime des gaz, et dont le flux d'air suit l'axe de rotation. Le compresseur axial génère un flux continu d'air comprimé et présente l'avantage de produire de gros débits de fluide avec un  bon rendement spécifique, tout en conservant une surface réduite en façade.
Ce type de compresseur dynamique génère de gros débits de fluide avec un bon rendement spécifique mais son faible taux de compression nécessite d'avoir plusieurs étages de compression pour obtenir des pressions élevées et des rapport de compression équivalents à ceux d'un compresseur centrifuge.
Ils sont essentiellement utilisés comme éléments de compression dans les turbines à gaz et les turboréacteurs; mécanismes dans lesquels ils sont souvent associés en série avec des compresseurs centrifuges.

### Trompe hydraulique

Principaux éléments constituant une trompe hydraulique.

La trompe hydraulique est une installation utilisant une chute d'eau pour souffler de l'air, en l'aspirant dans un tube par effet Venturi puis en le comprimant, du fait de la hauteur de chute.
Progressivement abandonnées pour diverses raisons, les trompes de Frizell-Taylor restent une technologie valable et sont régulièrement étudiées. En effet, elles peuvent valoriser l'énergie hydraulique de faibles hauteurs de chute avec un investissement faible, tout en garantissant un rendement supérieur à 70 %.

#### Éjecteurs
Il existe également des éjecteurs, parfois comparés à tort à des compresseurs mais qui n'en sont pas : ils n'augmentent pas la pression initiale mais créent une amplification du débit.

#### Compresseur hydraulique
Le terme compresseur hydraulique est utilisé abusivement pour nommer un groupe hydraulique ou une centrale hydraulique. Il peut être à pistons, palettes, engrenages, vis, etc. Le principe est le même que les compresseurs de gaz, mais doit supporter des pressions entre 20 et 700 bars et s’adapter aux contraintes de l'incompressibilité des liquides.

## Compresseurs volumétriques rotatifs

### Compresseur à vis
Le compresseur à vis fait partie de la famille des compresseurs volumétriques rotatifs ; la compression du gaz est réalisée par une diminution mécanique du volume des chambres de compression.
Il existe des vis doubles, les plus répandues, et des monovis. Les vis doubles se déclinent en deux catégories : vis non lubrifiées et vis lubrifiées (par injection d'huile ou injection d'eau).
Le compresseur à vis double est aujourd'hui la technique la plus utilisée pour la production d'air comprimé dans l'industrie dans les gammes de pression de 5 à 15 bar et les plages de débit de 100  à   3 000 m³/h. Il équipe également une grande part des systèmes frigorifiques industriels et tertiaires.

### Compresseur à palettes (Multi-cellulaire)

Compresseur à palettes.

Le compresseur à palettes est un compresseur volumétrique rotatif. Il est constitué d'un stator cylindrique dans lequel tourne un rotor excentré. Ce dernier est muni de rainures radiales dans lesquelles coulissent des palettes qui sont constamment plaquées contre la paroi du stator par la force centrifuge.
La capacité comprise entre deux palettes est variable. Devant la tubulure d'aspiration, le volume croît : il y a donc aspiration du gaz. Ce gaz est ensuite emprisonné entre deux palettes et transporté vers la tubulure de refoulement. Dans cette zone, le volume décroît et le gaz comprimé s'échappe dans la tuyauterie de refoulement.
Deux conceptions de compresseurs à palettes existent : à palettes sèches ou à palettes lubrifiées :
- fonctionnement avec lubrification : les palettes sont en général en acier et l'huile, outre la diminution du frottement entre palettes et stator, assure l'évacuation des calories et améliore aussi l'étanchéité au niveau des contacts palettes/stator. Dans cette configuration, le gaz comprimé est pollué par l'huile, il est donc indispensable de procéder à une étape de déshuilage, comme pour le compresseur à vis lubrifiées, avant l'utilisation de l'air comprimé ;
- fonctionnement à sec avec des palettes en matériau composite chargé en graphite ou en téflon.

### Compresseur à anneaux liquides

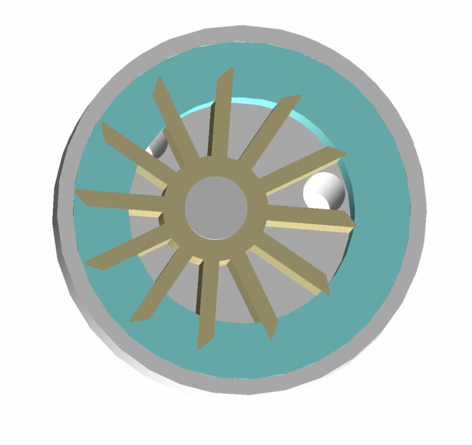
Compresseur à anneau liquide.

Un compresseur à anneau liquide est une pompe rotative constituée d'un corps de pompe fixe et d'une roue à aubes entraînée en rotation; utilisée comme pompe à vide ou comme compresseur de gaz. le rotor est excentré dans un stator.. Un liquide, souvent de l'eau, est injecté dans le stator et forme, sous l'effet de la force centrifuge, un anneau collé au stator. Le principe est un peu semblable au compresseur à palettes

### Compresseur à spirales (ou compresseur Scroll)

Mouvement du compresseur spiro-orbital.

Le compresseur à spirale, également connu sous le nom de compresseur G ou scroll, fait partie des compresseurs volumétriques rotatifs. Il emploie deux spirales intercalées pour pomper et comprimer des fluides. Souvent, une des spires est fixe, alors que l'autre se déplace excentriquement sans tourner, de sorte à pomper, emprisonner puis comprimer des poches de fluide entre les spires, comme dessiné ci-dessus.
Ce compresseur est inventé dans son principe en 1905 par le français Léon Creux. À l'époque, il est toutefois techniquement impossible de l'industrialiser du fait de la précision d'usinage nécessaire.
Ce type de compresseur est utilisé dans des systèmes de réfrigération ou les climatisations en tant qu'élément de compression, ou en tant que machine dans l'industrie pour comprimer de l'air à 8, voire 10 bars. La chambre de compression n'est pas lubrifiée, ce qui permet de délivrer un air exempt d'huile (excepté les COV aspirés). Ils ont des avantages sur les compresseurs à piston — plus répandus — (masse, taille, moins de pièces mobiles, fiabilité), mais sont aussi plus chers à produire, limitant leur emploi aux applications ou le coût à une moindre importance que les avantages cités.
Ce compresseur connait une brève application dans l’automobile au milieu des années 1980; Volkswagen l'utilise comme compresseur de suralimentation dans les moteurs de Polo G40 phase 2, Golf II G60, Corrado G60 et Passat G60. Le qualificatif 40 ou 60 désigne la profondeur de la spirale.

### Compresseur à lobe(s)
Le compresseur à engrenage ou à lobes, souvent appelé compresseur Roots, est un compresseur volumétrique rotatif. Le mécanisme comprend deux rotors synchronisés en rotation, installés dans un stator, qui emprisonnent l'air lors de leur rotation pour le comprimer par une diminution mécanique du volume de la chambre de compression. Le volume emprisonné et la vitesse de rotation déterminent le débit. Le taux de compression dépend du profil, de la conception, des jeux fonctionnels et des fuites internes, des vitesses et puissances engagées... Plus simplement des limites technico-économiques de la technique utilisée.
Les compresseurs à becs sont très voisins des compresseurs à lobes, seuls les profils des lobes sont différents (au lieu des deux lobes en « 8 » du schéma ci-contre, on peut imaginer deux « 9 »). Il existe également des profils de compresseurs tri-lobes.
Les applications les plus fréquentes sont pour de basses pressions < 2 bars et des débits très importants, pouvant être > 100 000 m3/h (cas typiques de l'aération des bassins de traitement des eaux par bullage).
Le compresseur à lobes est inventé dans les années 1860 et breveté en 1868 par les frères Francis et Philander Roots

### Compresseur à piston roulant
Le compresseur à piston roulant est un compresseur volumétrique rotatif employé majoritairement dans les applications frigorifiques de petite puissance.

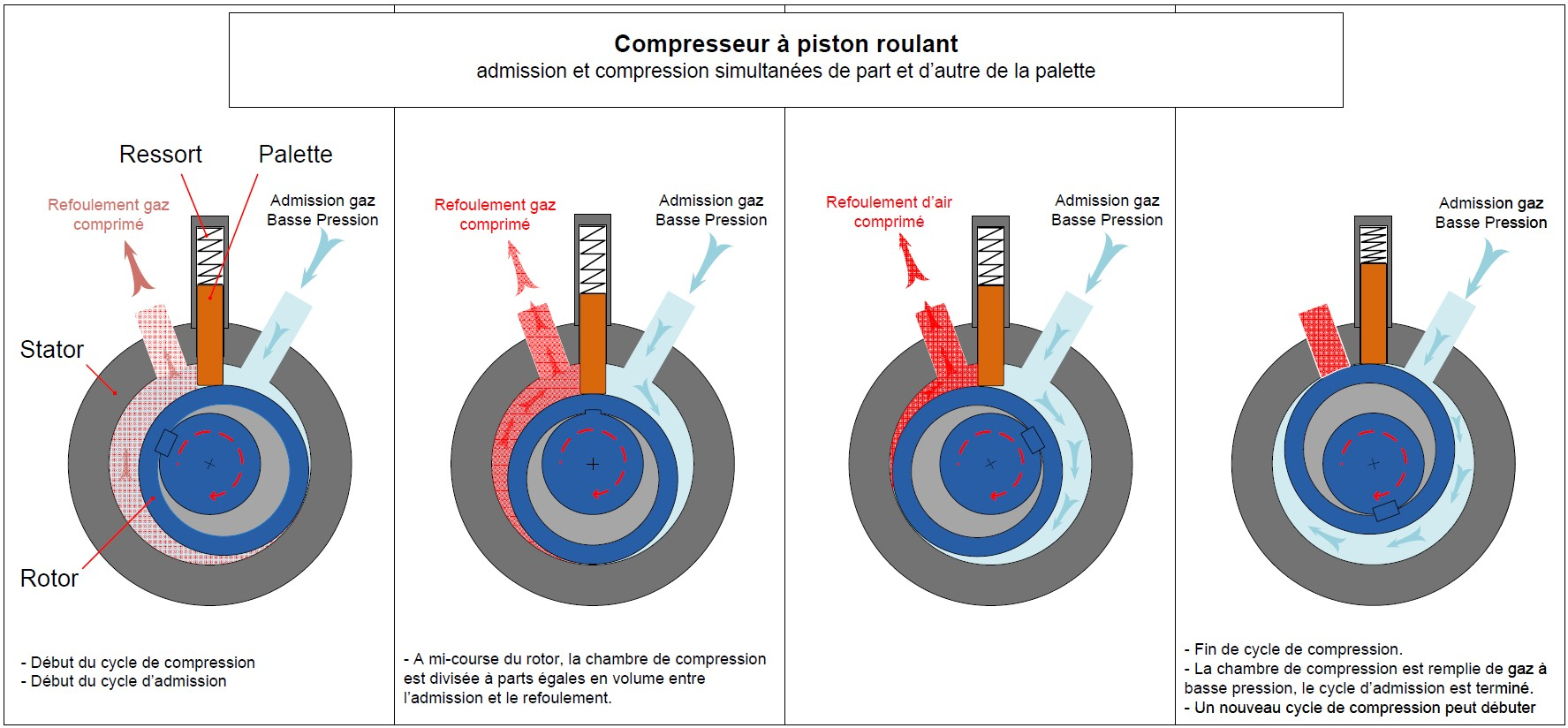
principe de fonctionnement compresseur à piston roulant

Un rotor cylindrique, excentré dans un stator, tourne de façon orbitale à l'intérieur du stator. Une palette assure l'étanchéité entre le rotor et le stator pour séparer le côté admission et le côté compression. La chambre de compression a la forme d'un croissant dont le volume est successivement augmenté puis diminué lors du déplacement du rotor le long de la paroi interne du stator.

## Compresseurs volumétriques alternatifs

### Compresseur à pistons

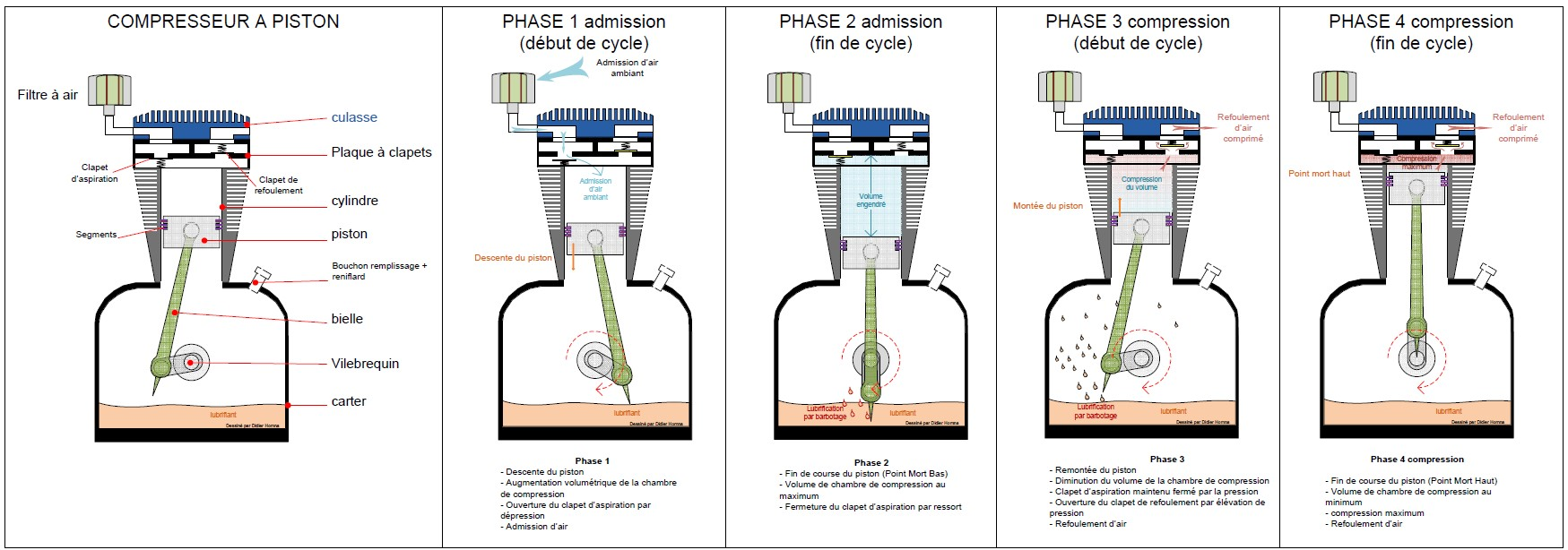
Principe de fonctionnement d'un compresseur à piston lubrifié.

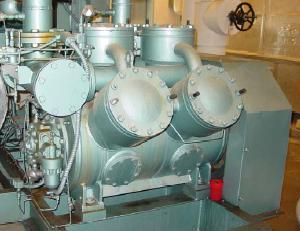
Compresseur alternatif pouvant tourner sur deux, quatre ou six cylindres.

Un compresseur à pistons reprend l'architecture des moteurs à pistons , mais l'analogie s'arrête là, l'usage de ce concept mécanique étant inversé du point de vue énergétique (le moteur à pistons crée un mouvement rotatif à partir d'une combustion interne, le compresseur à piston crée de l'air comprimé à partir d'un mouvement rotatif).
Principe de fonctionnement (voir schéma ci contre) : un piston effectue un mouvement alternatif dans un cylindre, faisant ainsi varier le volume de la chambre de compression. Des clapets anti-retour, ou soupapes, à l'admission et au refoulement, installés dans des plaques (ou des boîtes) à clapets couvrent le cylindre à son extrémité, surmontés d'une culasse.
Phase d'admission d'air : lorsque le piston s'éloigne de la culasse, le volume de la chambre de compression s'agrandit. La dépression créée aspire l'air ambiant au travers de la culasse puis du clapet d'admission (ou d'aspiration). Le clapet de refoulement (ou d'échappement) est fermé, en fonction anti-retour.
Phase de compression : lorsque le piston se rapproche de la culasse, l'air présent est comprimé par la réduction du volume de la chambre de compression. Le clapet d'aspiration se referme sous l'effet de sa fonction anti-retour. L'air comprimé est donc contraint de s'échapper au travers du clapet de refoulement.

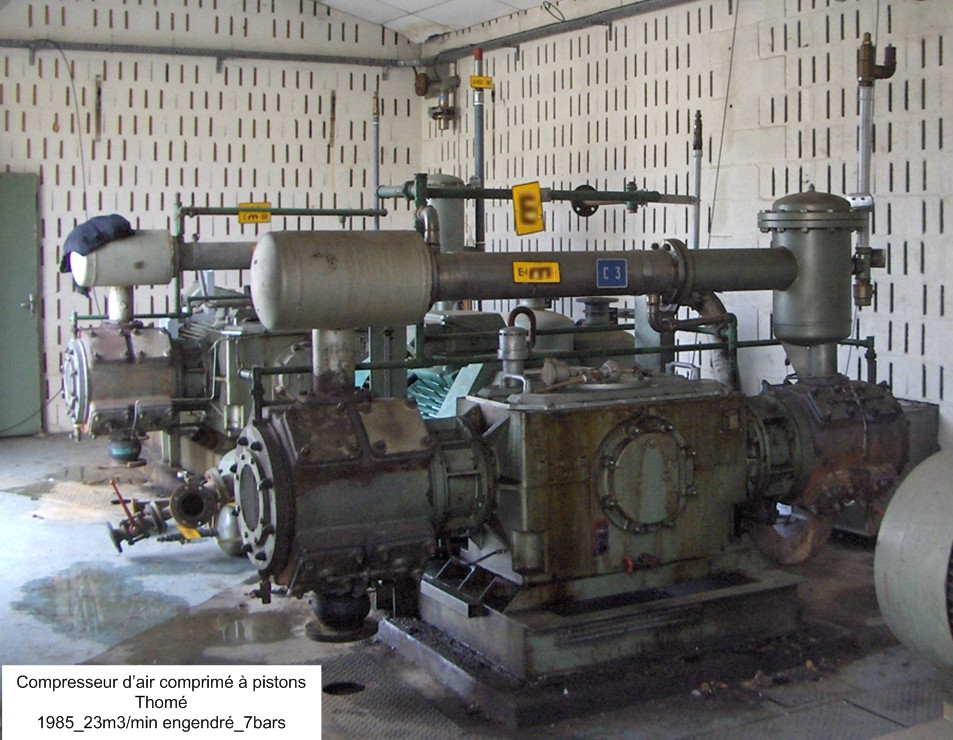
compresseur d'air à pistons.

L'échappement d'air oppose une certaine résistance qui provoque un échauffement. Cumulé avec la chaleur provoquée par la compression, cela entraîne des températures de compression très élevées (>100 °C). Les clapets de compresseurs, pièce maîtresse des compresseurs, sont des éléments très sollicités, surtout au refoulement, tant en efforts mécaniques qu'en températures. Il existe des clapets concentriques et des clapets à lamelles pour des applications plus courantes, nécessitant tous une maintenance récurrente.

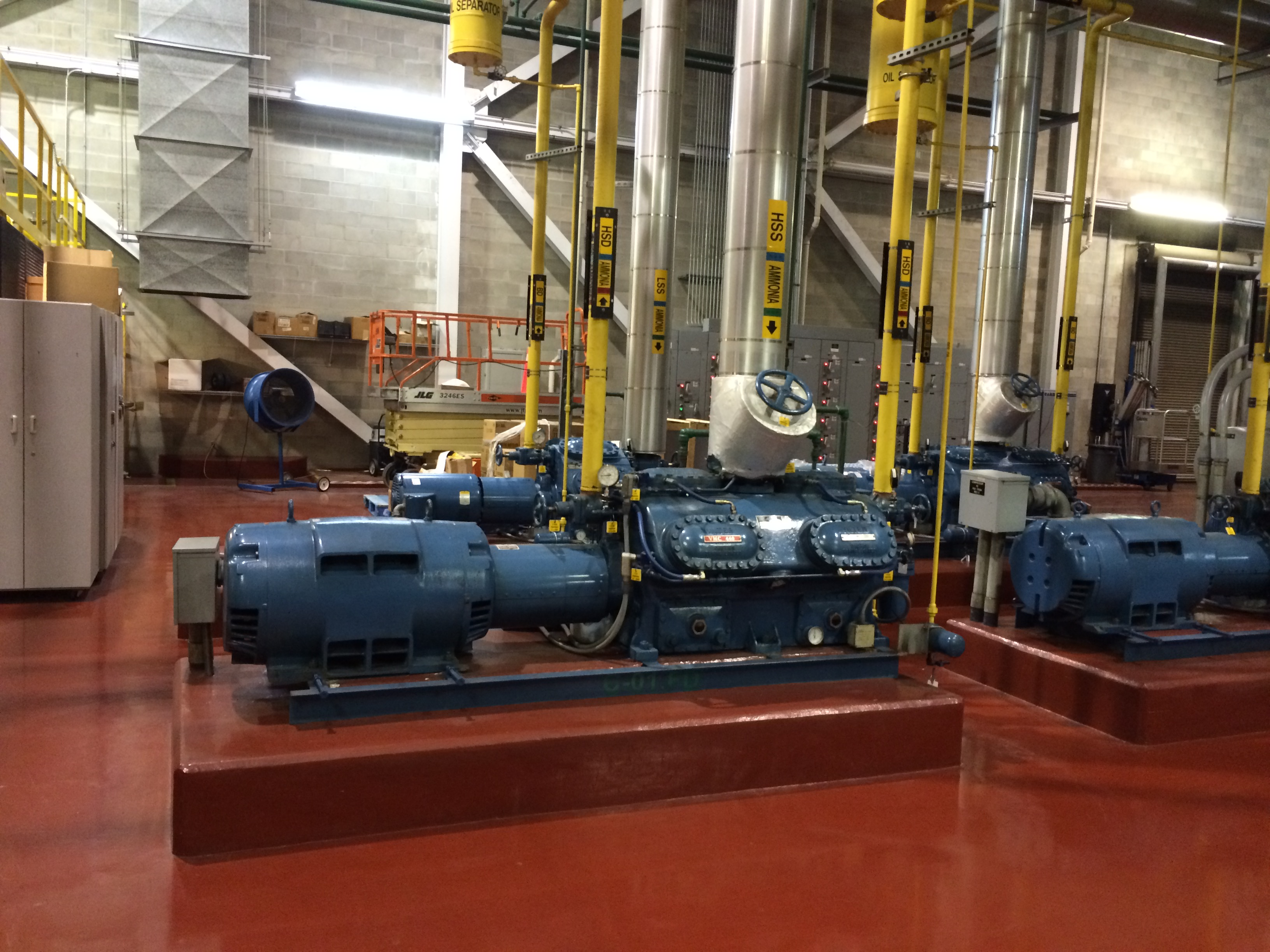
Compresseur d'ammoniaque à pistons.

Un compresseur à piston peut être équipé d'un ou plusieurs pistons, il sera alors désigné en tant que mono-cylindre, bi-cylindres, six-cylindres, etc. (il y a autant de cylindres que de pistons). En cas de multi-cylindres, les phases d'admission et d'échappement sont décalées pour mieux répartir les efforts mécaniques, et cela diminue les effets de pulsation de la production du fluide comprimé (les mouvements alternatifs des pistons induisent une production d'air par a-coups, inconvénient propre aux compresseurs alternatifs), spécificité des multi-étages des compresseurs à pistons. Ces compresseurs présentent par ailleurs de très bon taux de compression et sont très souvent privilégiés pour produire l'air comprimé à haute pression (plongée sous-marine-300 bars, injection PET-20 à 40 bars).

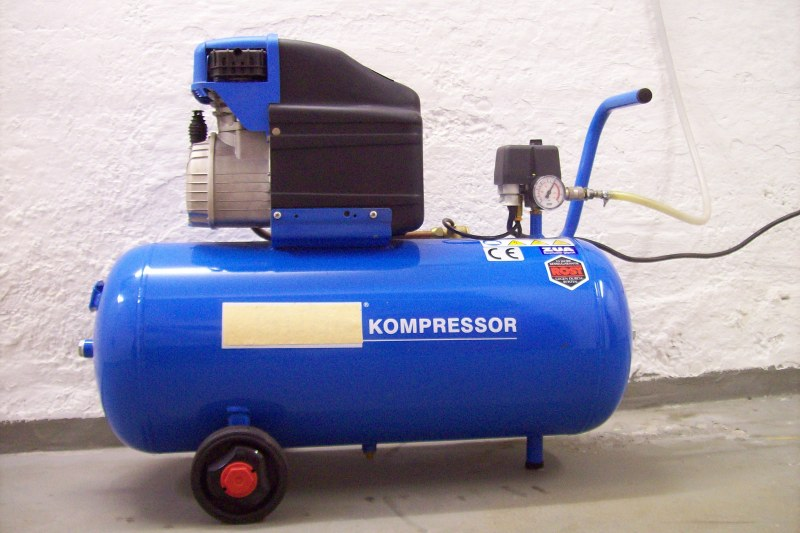
compresseur d'air (à piston monocylindre en accouplement direct, monté sur un réservoir).

Les compresseurs à piston existent en versions lubrifiées ou non-lubrifiées. Ils peuvent être à simple ou double effet : un simple effet comprime d'un seul côté du piston, un double effet a deux chambres de compression, une de chaque côté du cylindre.

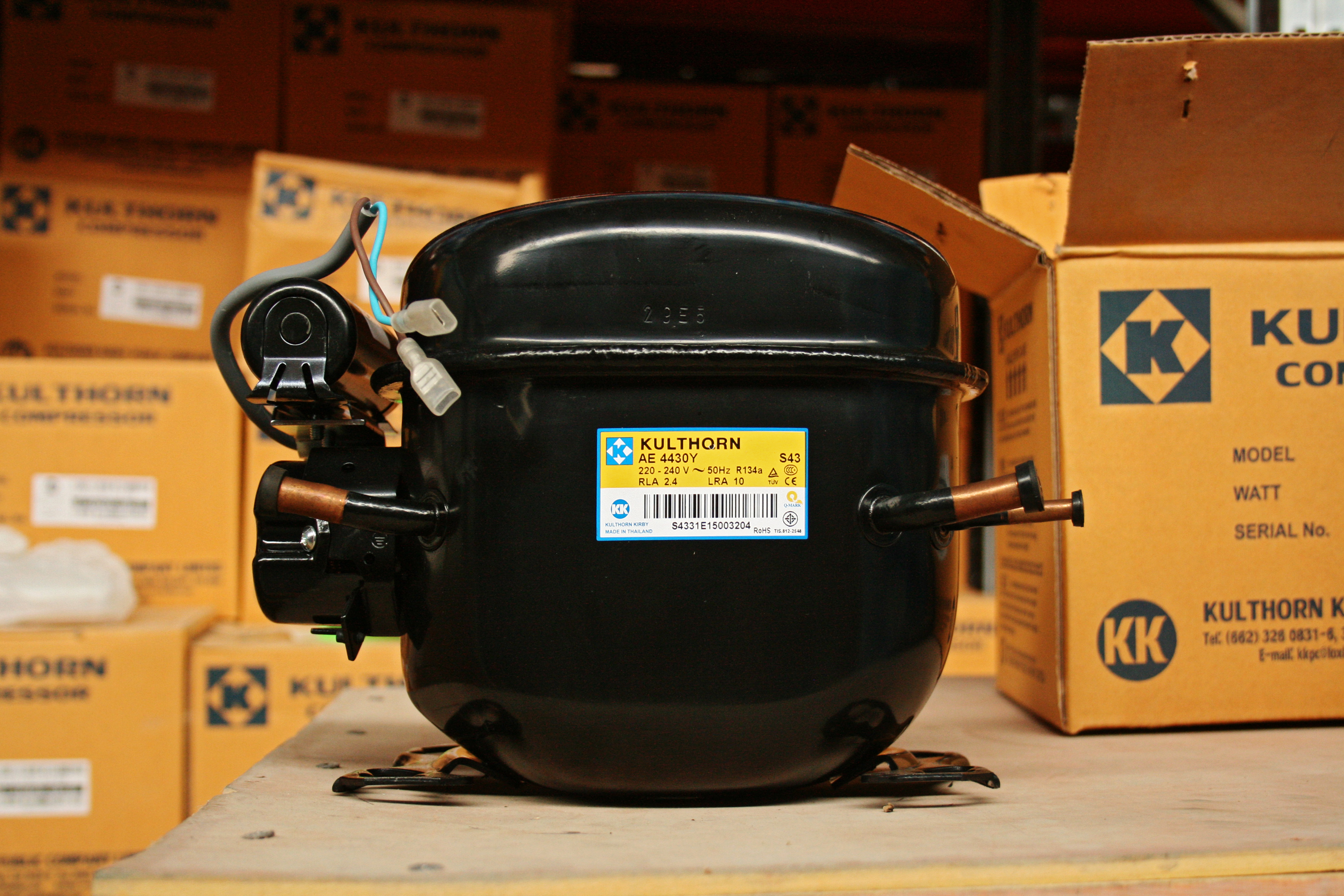
compresseur de réfrigérateur (à piston, hermétique).

Les compresseurs de réfrigérateurs sont habituellement de type hermétique à pistons.
Histoire du piston
Les premiers compresseurs à piston étaient des compresseurs à double effet, dont l'unique piston ne comprimait pas directement l'air, mais agitait une masse d'eau qui remplissait les chambres de compression. Cette eau, mise en mouvement par le piston, jouait elle-même le rôle de piston en se déplaçant dans des cylindres de manière alternative, comprimant ainsi l'air contenu dans ces cylindres, comme dans le compresseur Sommeiller, du nom de son inventeur. Les clapets d'aspiration et de refoulement (les soupapes), comme les segments, étaient le plus souvent en cuir.

### Compresseur à membrane (à diaphragme)
Le principe est le même que pour le compresseur à piston, mais une membrane (comme une rondelle pleine et souple) remplace le piston dans ses fonctions, souvent pour de plus petits débits que pour le compresseur à piston.
Un compresseur à diaphragme, ou compresseur à membrane, est une technique de compression non lubrifiée. L'air comprimé est exempt d'huile, à l'exception des polluants aspirés dans l'atmosphère.

### Compresseur ionique
Un compresseur ionique ou compresseur a piston liquide est un compresseur volumétrique alternatif à pistons liquides, destiné initialement à comprimer de l'hydrogène. Des pistons flottants, qui ne sont pas rattachés sur un embiellage traditionnel, sont mû par une énergie hydraulique. Un liquide ionique recouvre ces pistons métalliques pour former un piston liquide, seul élément en contact avec l'hydrogène dans la partie basse des chambres de compression.

## Équipements associés
Les compresseurs, en tant que machines complètes (notamment pour produire de l'air comprimé), sont le plus souvent associés à d'autres équipements indispensables à cette production.
Des réservoirs sous pression stockent l'énergie produite lors de la compression et permettent la régulation du fonctionnement des compresseurs. Ces réservoirs, soumis à des pressions internes, stockent une énergie considérable. Ils représentent à ce titre un risque potentiel d'accident et sont soumis à une législation sur les ESP (Équipements Sous Pression).
Des filtres et des sécheurs d'air comprimé permettent d'obtenir la qualité d'air (ou de fluide) requise par le procédé utilisateur.